# Aphrodite’s Child
Aphrodite’s Child war eine griechische Progressive-Rock-Band, die von 1968 bis 1972 existierte und mit einigen Liedern in den Charts vertreten war (Rain and Tears, End of the World, It's Five o’Clock).

## Geschichte
Demis Roussos wurde am 15. Juni 1946 in Ägypten als Sohn griechischer Auswanderer geboren und lebte in Alexandria. Nach den Wirren der Sueskrise kehrte die Familie 1958 nach Griechenland zurück. Roussos erlernte das Klavier- und Gitarrespiel. 1963 gründete er seine erste Band „The Idols“.
Vangelis Papathanassiou gründete gleichfalls 1963 mit Freunden in Griechenland seine erste Band Forminx, durchaus mit Erfolg, denn sie traten auch in griechischen Stadien auf. Vangelis wollte sich jedoch weiterentwickeln und zog, nicht nur aus politischen Gründen (damals herrschte die Griechische Militärdiktatur im Land), 1968 nach Paris um. Dort gründete er mit Demis Roussos (Bass, Gesang), Loukas Sideras (Schlagzeug, Gesang) sowie Silver Koulouris (Gitarre, Perkussion) Aphrodite’s Child. Vangelis spielte Tasteninstrumente, Flöte und Perkussion und die meisten Kompositionen stammten ebenfalls von ihm. Bereits in dieser Phase zeichnete sich sein außergewöhnliches Talent ab, das sich bis über die Jahrtausendwende fortsetzen sollte. Ihre erste Single, Rain and Tears (Mai 1968, Pop-Arrangement von Pachelbels Kanon), erreichte in den meisten westlichen Ländern vordere Platzierungen in den Hitparaden und wurde ein großer Erfolg. Ihre erste LP, End of the World, erschien 1968, dann im Jahr darauf It’s Five o’Clock.
Im Jahr 1972 vollzogen sie eine Wende hin zum Progressive Rock und veröffentlichten das Konzeptalbum 666, eine musikalische Interpretation der Offenbarung des Johannes. Vangelis hatte bereits seit 1970 an dem Album gearbeitet. Die Gruppe musste laut dem Vertrag mit der Plattenfirma Mercury Records noch eine dritte LP abliefern. Den Verantwortlichen kamen starke Zweifel, ob sich ein so progressives Konzept verkaufen ließe. So forderte man erst eine neue Single und begann nach dem Erscheinen von Spring, Summer, Winter and Fall mit den Aufnahmen zu 666. Das Album erschien dann beim auf progressiven Rock spezialisierten Label Vertigo. Michael Cretu übernahm aus der Platte einige Stellen und integrierte sie in das 1990 erschienene Album MCMXC a.D. von Enigma.
Während Vangelis die Arbeit an diesem Projekt beendete, traten die anderen Gruppenmitglieder live ohne ihn auf. Die Gruppe fiel daraufhin bald auseinander. Demis Roussos veröffentlichte eine Solo-LP und etablierte sich später, vor allem in Deutschland, als erfolgreicher Schlagersänger.

## Diskografie
Alben
- 1968: End of the World
- 1969: It’s Five o’Clock
- 1972: 666 (Doppelalbum)

Singles
- 1968: Plastics Nevermore/The Other People
- 1968: Rain and Tears/Don’t Try to Catch a River
- 1969: End of the World/You Always Stand in my Way
- 1969: Valley of Sadness/Mister Thomas
- 1969: Lontano dagli occhi/Quando l’amore diventa poesia
- 1969: I Want to Live/Magic Mirror
- 1969: Let Me Love, Let Me Live/Marie Jolie
- 1970: It’s Five o’Clock/Wake up
- 1970: Spring, Summer, Winter and Fall/Air
- 1970: Such a Funny Night/Annabella
- 1972: Break/Babylon

## Auszeichnungen für Musikverkäufe
| Goldene Schallplatte - Frankreich - 1980: für das Album It’s Five o’Clock |

| Land/RegionAuszeichnungen für Musikverkäufe (Land/Region, Auszeichnungen, Verkäufe, Quellen) | Gold  | Platin | Verkäufe | Quellen         |
| -------------------------------------------------------------------------------------------- | ----- | ------ | -------- | --------------- |
| Frankreich (SNEP)                                                                            | Gold1 | —      | 100.000  | snepmusique.com |
| Insgesamt                                                                                    | Gold1 | —      |          |                 |